# フレイヤ
フレイヤ (Freja, Freyja) は、北欧神話における女神の1柱。ヴァン神族出身で、ニョルズの娘、フレイの双子の妹である。「ヴァンたちの女神」を意味するヴァナディース (Vanadís) とも呼ばれる。
フレイア、フレイアー、あるいはドイツ語風にフライア、フライヤというカナ表記が用いられる。綴りについては英語やドイツ語では（専門家以外は）Freyaが多く、Freiaなどもある。
生と死、愛情と戦い、豊饒とセイズを司り、オーディンやニョルズとは対概念的な存在である。非常に美しく力のある女神とされ、豊饒神としての性格上性的に奔放であり、ヴァン神族では普通のこととされているものの、父ニョルズや兄フレイとも肉体関係があったほか、霜の巨人や、ドヴェルグたちが身代金や報酬として彼女を望むなど、しばしば性的な欲望の対象になった。

## 名の由来
詳細は「フレイヤの名称一覧」を参照
フレイヤという名は「婦人」という意味であり、最終的にはゲルマン祖語の *fraw(j)ōn（en）に由来する。フレイヤは古ザクセン語で「婦人、女主人」を意味する frūa や（現代ドイツ語の「婦人」を意味する Frau に対応する）古高ドイツ語の frouwa と同根語である。フレイヤという神の名は、今日ではもう証明できない神の個人名を置き換えるのに用いられた形容語句に起源を持つと考えられている。置き換えの結果、元の名前は完全にタブーとなったか、他の既に知られている女神に引き写される、あるいは下位に置かれるなどの過程を経たかのいずれかであると考えられる。

## 概要

### 来歴
フレイヤはヴァン神族の出身であり、ヴァン神族とアース神族の抗争（ヴァン戦争）が終了し和解するにあたり、人質として父、兄とともにアースガルズに移り住み、アース神族にセイズをもたらした。

### 関係者
海神ニョルズとニョルズの妹の間の子であり、豊穣神フレイの双子の妹である。夫はオーズ（おそらくアース神族）。フノスとゲルセミという娘がいる。オッタルという人間の愛人がいる。

### 所有物
フレイヤの住む館はフォールクヴァングといい、その広間セスルームニルは広くて美しいといわれており、そこで戦死者を選び取るとされている。
ブリーシンガルの首飾りもしくはブリージンガメンという、神をも魅了する黄金製（もしくは琥珀製）の首飾りを所持している。

### 動物との関わり
豚が多産であることから、豊饒の女神であるフレイヤの聖獣とされている。
フレイヤは2匹の巨大な猫が牽く車を持っており、移動手段としている。古ノルド語でそれぞれ蜂蜜と琥珀を意味するベイグルとトリエグルという名前が知られているが、ダイアナ・ルシル・パクソンの小説で登場した創作である。ヒルディスヴィーニという猪も持っていてこれに乗って移動することもある。愛人のオッタルが変身した姿ともいわれている。
フレイヤ自身が動物に変身することがある。フレイヤは夜になると、牝山羊に変身して牡山羊と遊ぶという。他に着ると鷹に変身できる鷹の羽衣をもっており、この羽衣は何度かロキに貸している。

## 主なエピソード

### 愛を司る女神
性に関しては奔放でだらしない面があり、首飾りを手に入れる際も、製作した4人の小人たちに求められるまま、4夜をともに過ごしたとされる。人間や神々の中にも多くの愛人がいたという。特にお気に入りだったのが人間の男性オッタルで、彼を猪に変身させてそれに乗って移動することもあったという。そのためか、夫オーズに去られている。
フレイとも関係を持った事があるが、ヴァン神族において近親婚は日常的に行われる。『古エッダ』の『ロキの口論』においても、ロキから、フレイヤが兄と一緒にいるときに神々が乱入したことを指摘されている。
人間が恋愛問題で祈願すれば喜んで耳を傾けるともいわれている。
名前の類似からフリッグ（別名フリーン）と混同されやすい。また、愛の女神という点で、ローマ神話のウェヌスと同一視されることもある。

### 豊穣の女神
兄のフレイと共に豊穣神としてアース神族の最重要神とされる。
霜の巨人からしばしば身柄を狙われている。たとえば、破壊されたアースガルズの城壁の建設を請け負った石工は、正体が山の巨人であったが、報酬として望んだのはフレイヤと太陽と月であった。また、巨人スリュムがアース神のトールの持つ最強の武器を盗み、返却の条件として出したのは自身とフレイヤとの結婚であった。巨人フルングニルがヴァルハラ宮内で酒に酔った時は、フレイヤとシヴだけを自分の国へ連れて行き後は皆殺しにするなどと豪語した。

### 死者を迎える女神
『古エッダ』や『ギュルヴィたぶらかし』では、戦場で死んだ勇敢な戦士を彼女が選び取り、オーディンと分け合うという記述がある。なぜ彼女が主神と対等に戦死者を分け合うとされているのか、理由ははっきりしていない。戦死者をオーディンの元へ運ぶのはワルキューレの役割であるため、フレイヤが彼女たちのリーダーだからと考える研究者もいる。あるいはフレイヤとオーディンの妻フリッグ（別名フリーン）は同じ女神の別の時期の名前であって2人は同一人物だった可能性もあるという。フレイヤがオーディンの妻ならば死者を夫と分け合うのは不自然なことではない。（詳しくはオーズを参照。）さらに、キリスト教への改宗が進んだ時期にはフレイヤがフリッグの地位を占めるようになっていたとも考えられる。その一例として、アイスランドの首領のヒャルティ・スケッギャソンが999年のアルシングの会場で旧来の神々を冒涜した際に謡った詩は、「2匹の犬つまり淫婦のフレイヤとオーディンを一緒にしろ」という趣旨の、2人の関係をほのめかす内容であった。
女性が死んだ際にフレイヤの元へ迎えられるという伝承もあり、サガにおいて、自殺すると決めた女性が、フレイヤの元で食事するまでは断食を続けると語る場面がある。

### 黄金を生み出す女神
『巫女の予言』に登場する女性グルヴェイグの正体は彼女だと考えられている。「グルヴェイグ（Gullveig）」という名は「黄金の力」を意味し、黄金の擬人化、または黄金の力が女性の姿をとった存在だとされている。
フレイヤが行方不明になった夫を捜して世界中を旅する間に流した涙は、地中に染み入ったものは黄金に、海に落ちたものは琥珀になったとされている。黄金はフレイヤの名乗った別名から「マルデルの涙」と呼ばれることもある。

### その他
グルヴェイグに関連したエピソードとして、グルヴェイグは「セイズ」という魔法を使って人々をたぶらかしたが、フレイヤもセイズを使うことができ、オーディンに教えたとされている。セイズの本質は人の魂を操る事にあり、霊を呼び寄せて予言を受けたり、己の肉体から魂を分離して遠くで起きた事を知る事ができたという。セイズの使い手は女性とされ、男性が使う事は不快がられた（たとえば『ロキの口論』において、オーディンがセイズを使う事に対してロキが女々しいやり方だと罵倒している）。
行方不明のオーズを探す間にフレイヤは様々な異名を名乗った。たとえばMardöll（マルドル、マルデル）、Hörn（ホルン、ホーン）、Gefn（ゲヴン、ゲフン）、Sýr（スュール、シル）が知られている。
女神ゲフィオン（Gefjun）にはフレイヤとの共通点がみられる。フレイヤの別名の中には「ゲヴン」（Gefn）という、「ゲフィオン」に似た名前がある。またフレイヤが女性の死者を迎えるように、ゲフィオンも処女で死んだ女性を迎えている。山室静は2人を同一神格と考えるには材料が不十分としているが、H.R.エリス・ディヴィッドソンは「ゲフン」とゲフィオンが関連していると考えている。

## フレイヤに由来する命名
- 第二次世界大戦中にドイツ軍が使用した対空レーダー「フライヤ」は彼女の名にちなんで命名された。
- 原子番号23の元素バナジウム（Vanadium）はこの女神の異名ヴァナディース（Vanadis）にちなんで命名された。
- 1862年に発見された小惑星も彼女にちなんで（76）「フレイア（Freia）」と命名された。同様に、1884年に発見された小惑星には（240）「ヴァナディース（Vanadis）」と命名された。

## ギャラリー

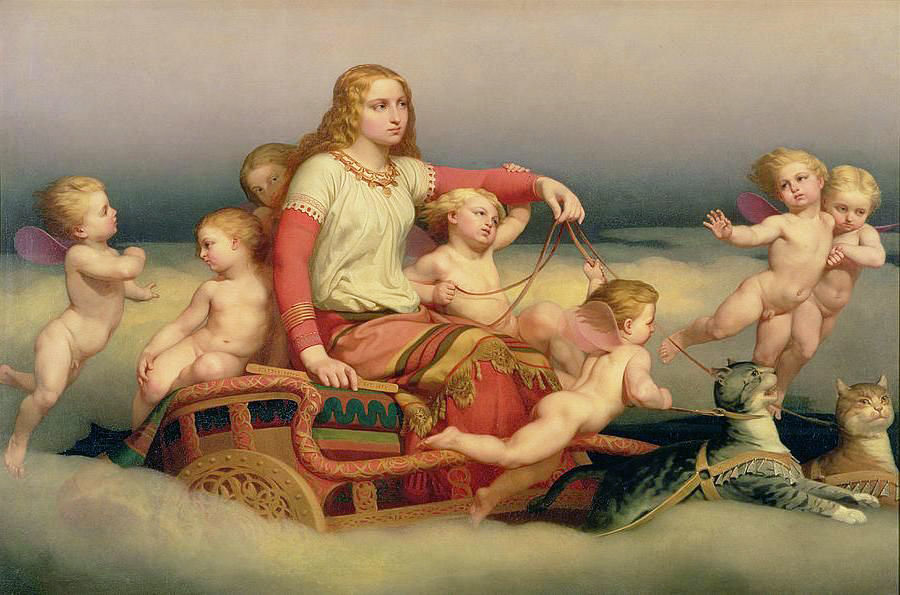
ニルス・ブロメールによって描かれた、猫が牽く車に乗るフレイヤ。
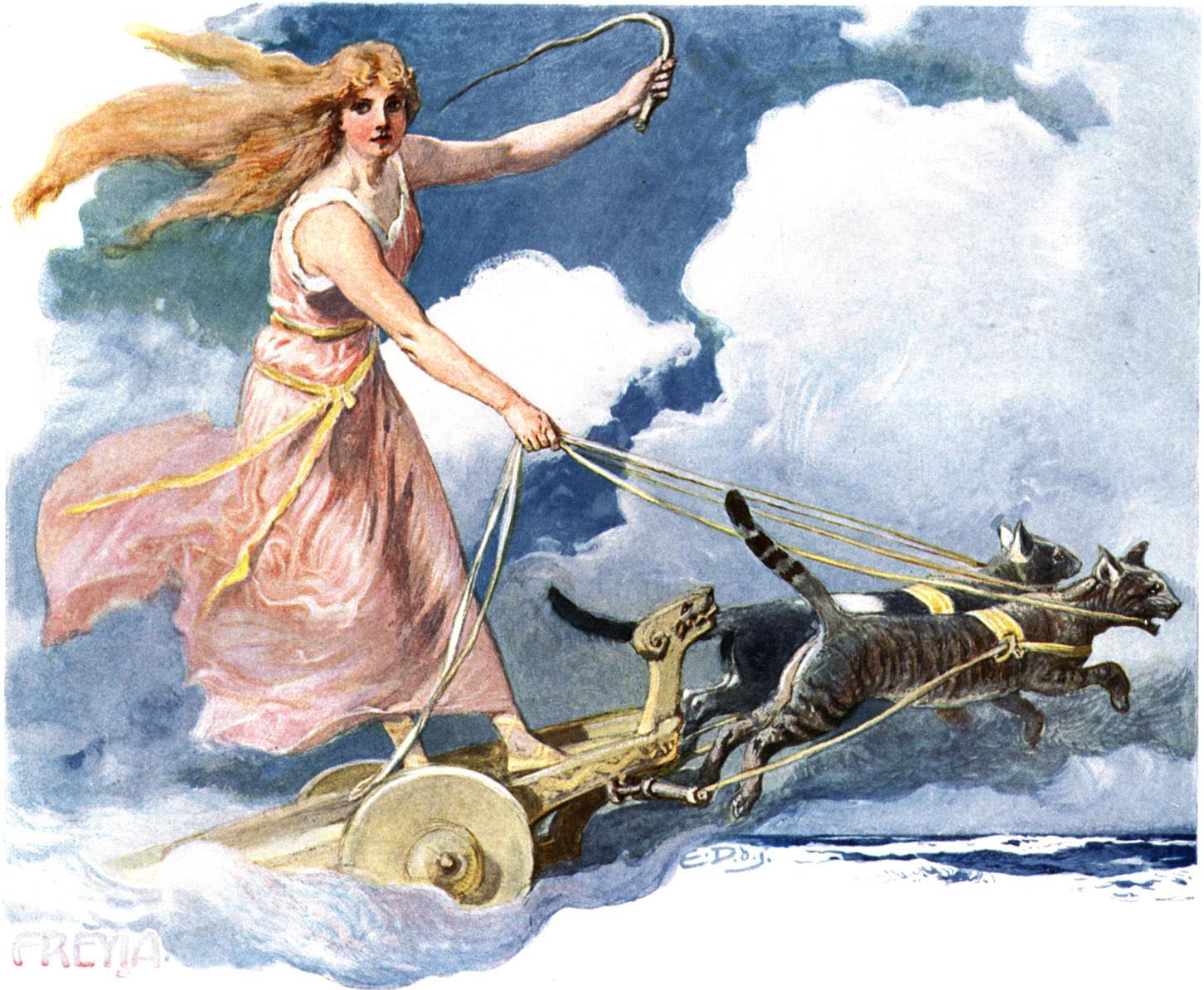
エミール・デープラーによって描かれた、猫が牽く車に乗るフレイヤ。
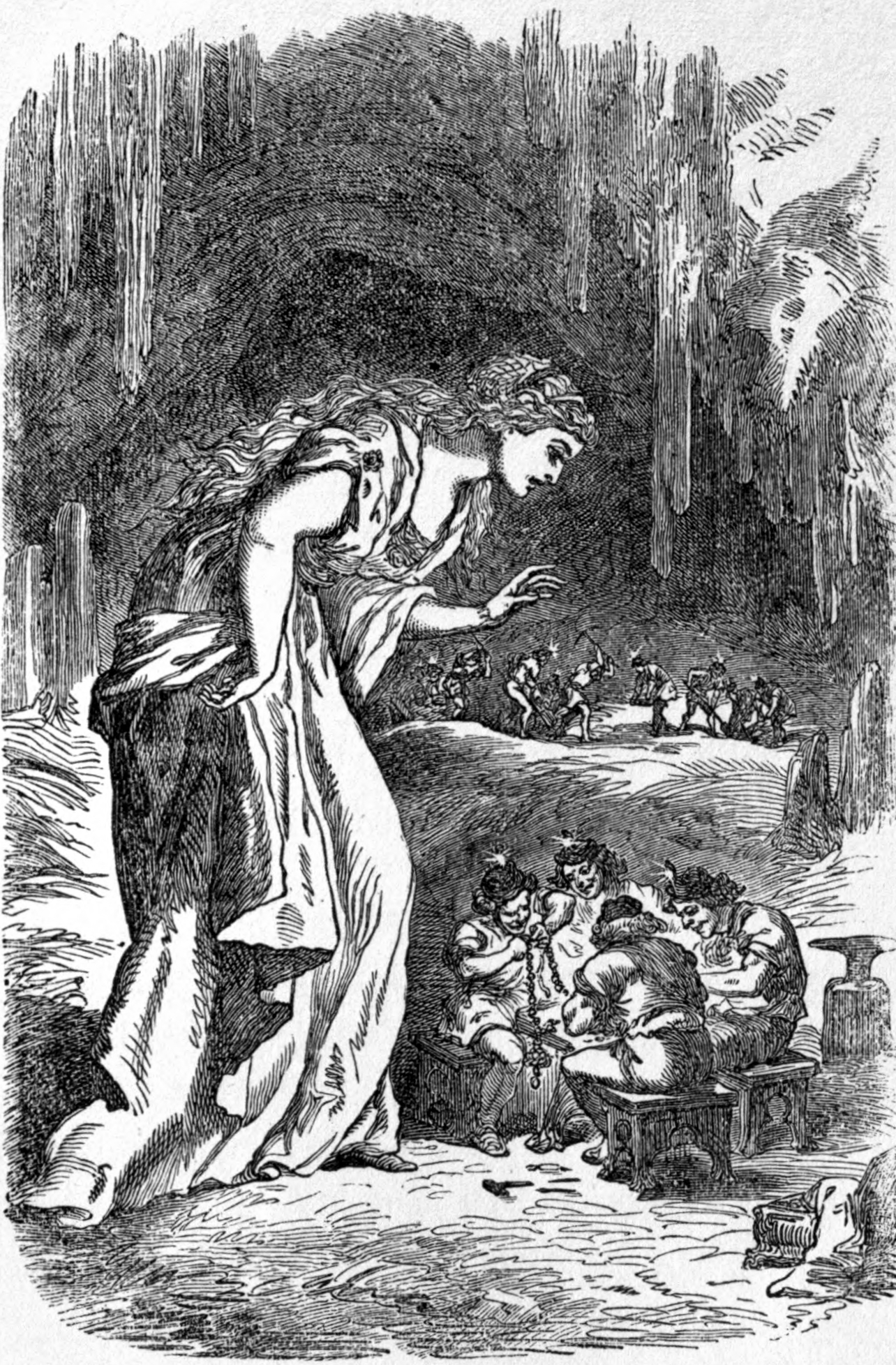
フレイヤが小人の洞窟で首飾りを見つける場面。
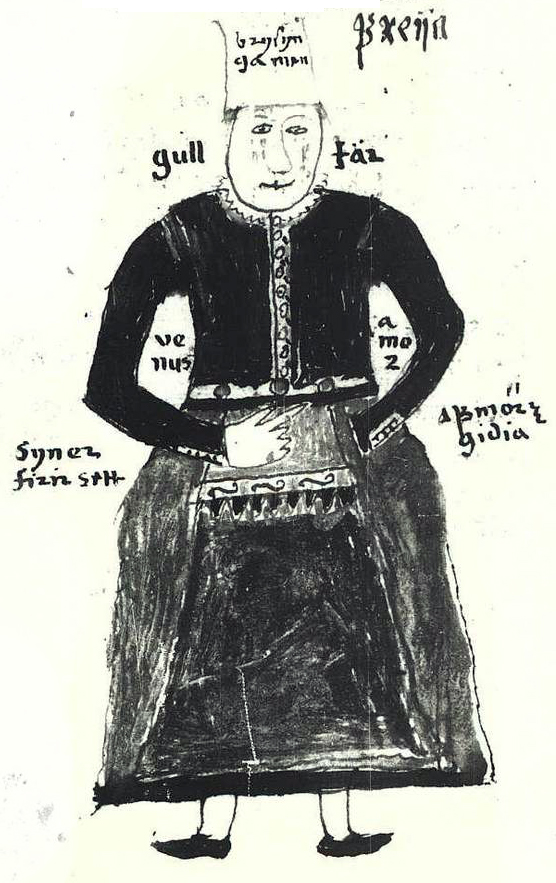
17世紀の写本『AM 738 4to』に描かれたフレイヤ。
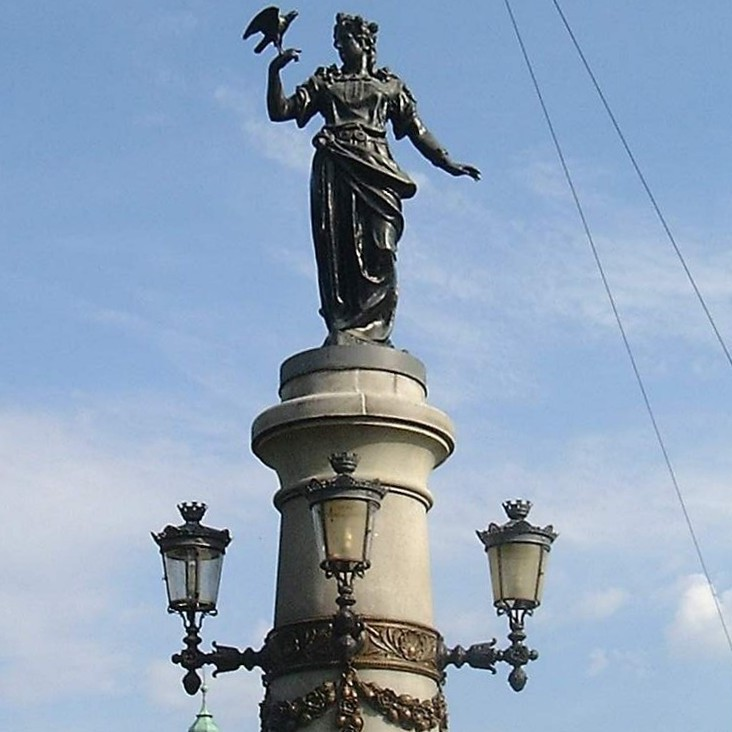
スウェーデンのストックホルム・ユールゴーデン、ユールゴーズブロン（英語版）にあるフレイヤの像。
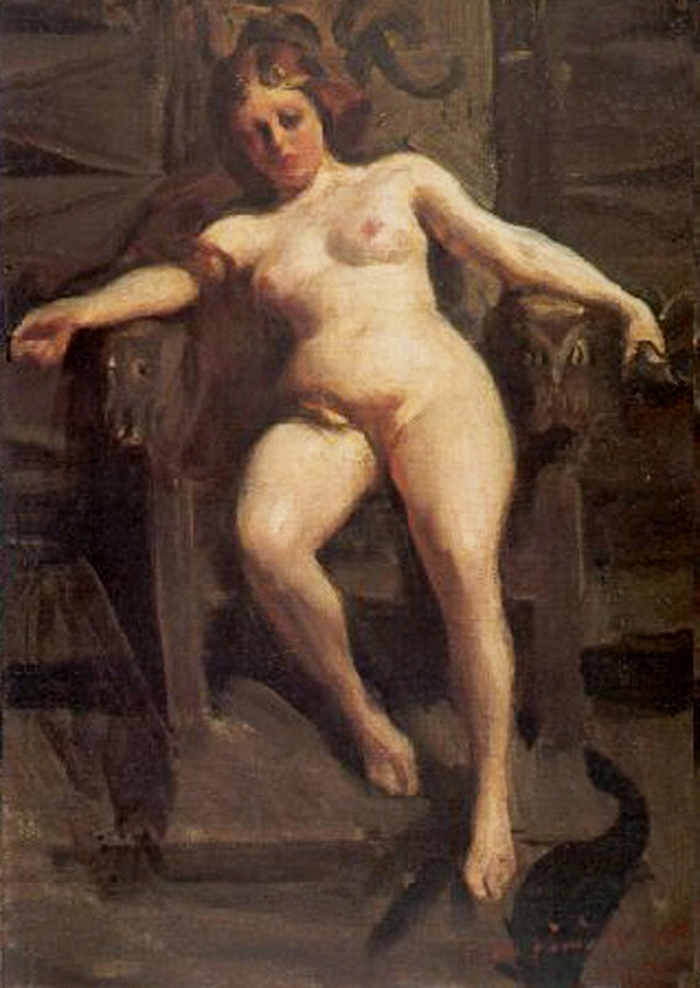
アンデシュ・ソーンによって描かれたフレイヤ。
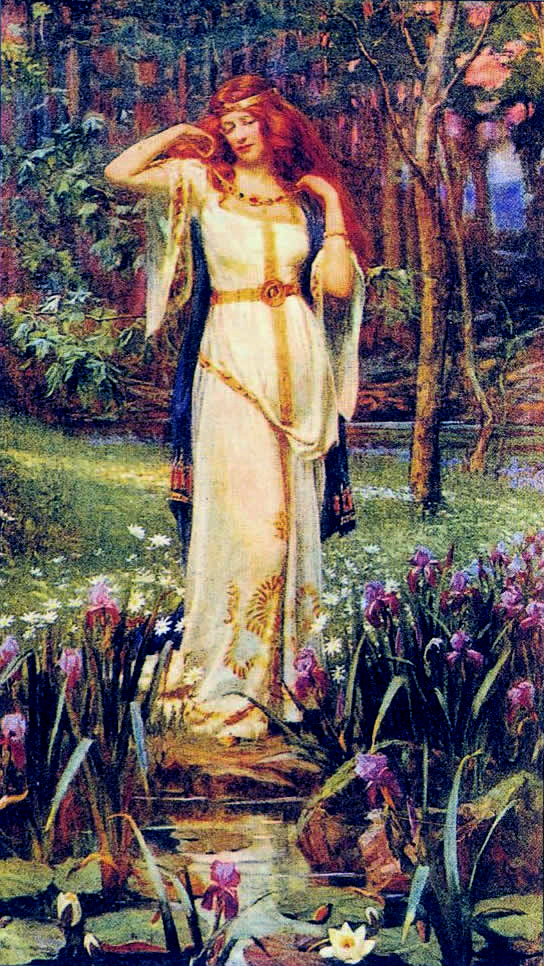
J・ドイル・ペンローズ（英語版）によって描かれたフレイヤ。
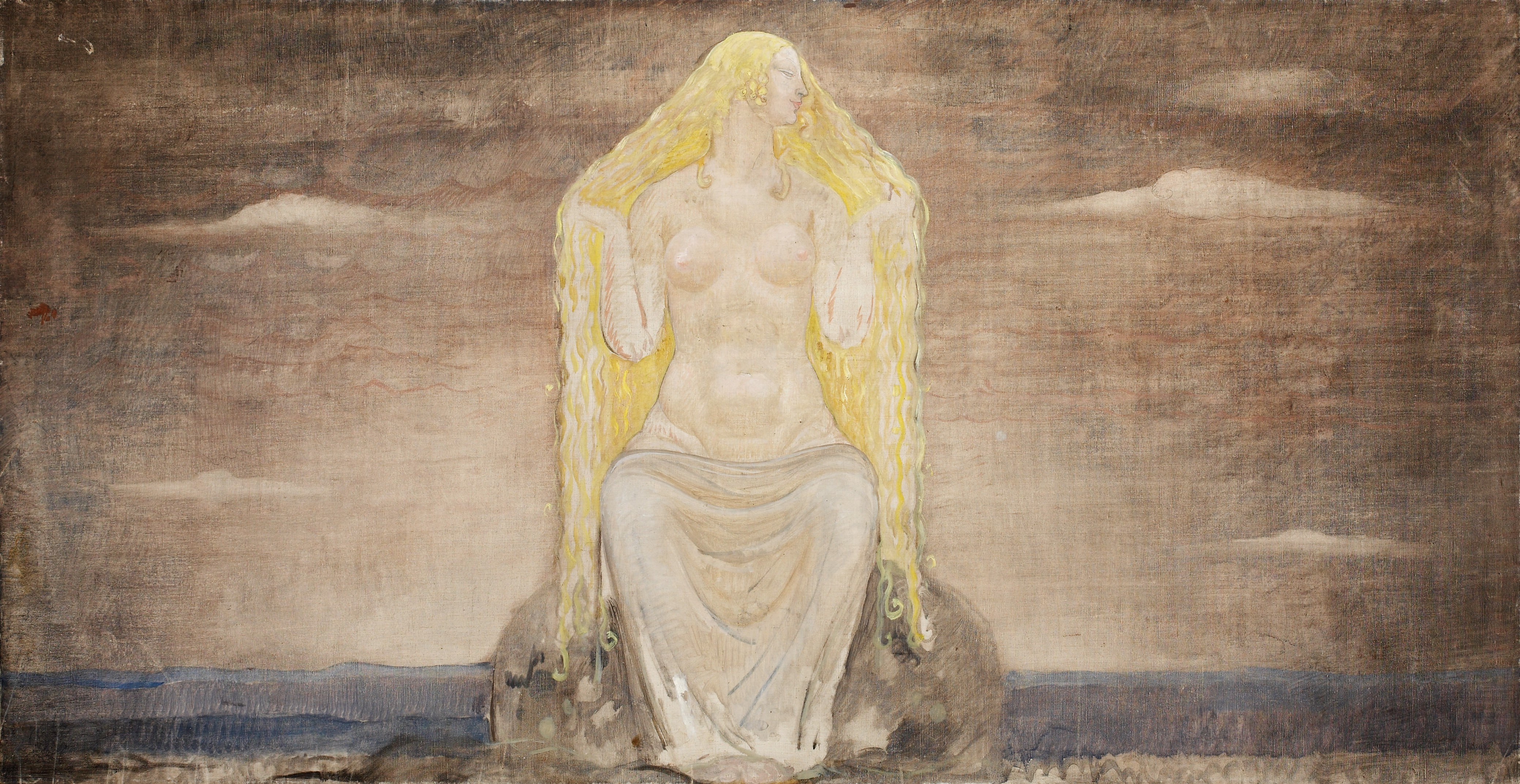
ヨン・バウエルによって描かれたフレイヤ。